# 方爱之
方爱之（英語：Anna Fang，1982年—）是一位中国风险投资人，真格基金首席执行官。

## 生平
2004年获得哥伦比亚大学经济学学士学位，毕业后任职于摩根大通投行部，2010年获得斯坦福商学研究生院工商管理硕士学位，期间还担任斯坦福大学中国学生会主席。毕业后进入通用电气中国区兼并收购，2011年加入真格基金首席执行官。

## 家庭
父亲是中国第一代投资银行家方风雷。